# Víctor Mas i Ràfols
Víctor Mas i Ràfols (Mollet del Vallès, 16 d'octubre de 1954) és un àrbitre de basquetbol català.
S'inicià en l'arbitratge la temporada 1972-73 i des del 1976 dirigí partits de la màxima categoria estatal: Lliga espanyola (1976-1983) i Lliga ACB (1983-1999). a més, arbitrà onze partits de finals de play off de l'ACB i dues finals de la Copa del Rei (1981 i 1985). Internacional des del 1981, dirigí la final de l'Eurobasket de Barcelona 1997. Després de la seva retirada l'any 1999, ha sigut director tècnic arbitral de la Federació Espanyola de Basquetbol i responsable arbitral de les Lligues Adecco Or i Plata i de la Lliga Femenina. El 2010 fou designat com a membre de la Comissió Tècnica de la Federació Internacional de Bàsquet i l'any següent ingressà a la Reial Orde del Mèrit Esportiu en la categoria de Medalla de Bronze.
El seu fill, Víctor Mas Cagide, va debutar com a àrbitre de l'ACB la temporada 2014-15.